# Chipaya
Chipaya es una población y municipio de Bolivia, ubicado en la provincia de Sabaya del departamento de Oruro.
El municipio está conformado por comunidades rurales indígenas de origen Uru-chipaya, e incluye en el sur al Lago Coipasa.
Los ayllus Aranzaya, Manazaya, Wistrullani y Ayparavi forman parte de este municipio.
La sección municipal fue creada por Ley de 16 de septiembre de 1983, en el gobierno de Hernán Siles Suazo.

## Geografía
El municipio de Chipaya se encuentra en la parte oriental de la provincia de Sabaya, al sur del departamento de Oruro. Limita al oeste con el municipio de Sabaya, al sur con el municipio de Coipasa, al este con el municipio de Salinas de Garci Mendoza en la provincia de Ladislao Cabrera y el municipio de Belén de Andamarca en la provincia de Sud Carangas, y al norte con el municipio de Esmeralda en la provincia del Litoral.
El municipio está ubicado en el estuario del río Lauca, que desemboca en la parte nororiental del salar de Coipasa.

## Demografía
De acuerdo con el censo boliviano de 2024, la población del municipio de Chipaya es de 2 366 habitantes.
La población del municipio aumentó más del doble entre 1992 y 2024:
| Año  | Habitantes (municipio) | Fuente |
| ---- | ---------------------- | ------ |
| 1992 | 1 087                  | Censo  |
| 2001 | 1 814                  | Censo  |
| 2012 | 2 003                  | Censo  |
| 2024 | 2 366                  | Censo  |

## Transporte
Chipaya se encuentra a 202 km por carretera al suroeste de Oruro, la capital departamental.
Desde Oruro, la ruta troncal sin pavimentar Ruta 12 conduce a través de Toledo, Ancaravi y Huachacalla hasta Esmeralda y luego a través de Sabaya a Pisiga en la frontera con Chile. Dos kilómetros al sur de Esmeralda, un camino de tierra se bifurca de la Ruta 12 en dirección sureste y llega a Chipaya después de 32 kilómetros por el pueblo de Charcollo.

## Autonomía Indígena
Por mandato del Referéndum del 6 de diciembre de 2009, celebrado simultáneamente a las elecciones presidenciales, el municipio de Chipaya optó por entrar en el régimen de la autonomía indígena, con una votación de 91.69% por el Sí.
Posteriormente y en consecuencia con esa decisión, el municipio de Chipaya presentó en 2011 la propuesta de estatuto autonómico para la Nación Originaria Uru Chipaya.